# Liste der Baudenkmäler in Moos in Passeier
Die Liste der Baudenkmäler in Moos in Passeier (italienisch Moso in Passiria) enthält die 23 als Baudenkmäler ausgewiesenen Objekte auf dem Gebiet der Gemeinde Moos in Passeier in Südtirol.
Basis ist das im Internet einsehbare offizielle Verzeichnis der Baudenkmäler in Südtirol. Dabei kann es sich beispielsweise um Sakralbauten, Wohnhäuser, Bauernhöfe und Adelsansitze handeln. Die Reihenfolge in dieser Liste orientiert sich an der Bezeichnung, alternativ ist sie auch nach der Adresse oder dem Datum der Unterschutzstellung sortierbar.

## Liste
| Foto |                 | Bezeichnung                                                     | Standort                     | Eintragung                   | Beschreibung                  | Metadaten                                         |
| ---- | --------------- | --------------------------------------------------------------- | ---------------------------- | ---------------------------- | ----------------------------- | ------------------------------------------------- |
| ja   | Datei hochladen | Antoniuskapelle in Lazins ID: 50395                             | 46° 47′ 3″ N, 11° 4′ 2″ O    | 27. Juni 2005 (BLR-LAB 2316) | Kapelle                       | KG: Platt Bauparzelle: 621                        |
| BW   | Datei hochladen | Antoniuskapelle in Stuls ID: 16124                              | 46° 49′ 44″ N, 11° 11′ 13″ O | 5. Okt. 1981 (BLR-LAB 5769)  | Kapelle                       | KG: Moos Bauparzelle: 262                         |
| BW   | Datei hochladen | Beibacher mit Kornkasten und Lodenwalche in Pill ID: 16121      | 46° 49′ 21″ N, 11° 8′ 59″ O  | 5. Okt. 1981 (BLR-LAB 5769)  | Ländliches Wohnhaus/Bauernhof | KG: Moos Bauparzelle: 154, 255                    |
| BW   | Datei hochladen | Egger in Stuls ID: 16117                                        | 46° 49′ 47″ N, 11° 11′ 41″ O | 5. Okt. 1981 (BLR-LAB 5769)  | Ländliches Wohnhaus/Bauernhof | KG: Moos Bauparzelle: 40/1                        |
| BW   | Datei hochladen | Heilig-Kreuz-Kapelle in der Au ID: 16123                        | 46° 49′ 37″ N, 11° 10′ 31″ O | 5. Okt. 1981 (BLR-LAB 5769)  | Kapelle                       | KG: Moos Bauparzelle: 244                         |
| ja   | Datei hochladen | Herz-Jesu-Pfarrkirche mit Friedhof ID: 16134                    | 46° 52′ 12″ N, 11° 8′ 58″ O  | 5. Okt. 1981 (BLR-LAB 5769)  | Kirche                        | KG: Rabenstein Bauparzelle: 142 Grundparzelle: 69 |
| BW   | Datei hochladen | Kornkasten beim Goster in Pill ID: 16120                        | 46° 49′ 37″ N, 11° 9′ 41″ O  | 5. Okt. 1981 (BLR-LAB 5769)  | Kornkasten                    | KG: Moos Bauparzelle: 122/2                       |
| BW   | Datei hochladen | Kornkasten beim Moserwirt ID: 16125                             | 46° 49′ 52″ N, 11° 10′ 0″ O  | 5. Okt. 1981 (BLR-LAB 5769)  | Kornkasten                    | KG: Moos Bauparzelle: 286                         |
| ja   | Datei hochladen | Kornkasten in Lazins ID: 16130                                  | 46° 47′ 3″ N, 11° 4′ 3″ O    | 11. Juli 2005 (BLR-LAB 2501) | Kornkasten                    | KG: Platt Bauparzelle: 623                        |
| BW   | Datei hochladen | Kornkasten in Pfelders ID: 16128                                | 46° 47′ 44″ N, 11° 5′ 20″ O  | 21. Mai 1990 (BLR-LAB 3000)  | Kornkasten                    | KG: Platt Bauparzelle: 205                        |
| BW   | Datei hochladen | Larch in Stuls ID: 16119                                        | 46° 49′ 42″ N, 11° 12′ 27″ O | 5. Okt. 1981 (BLR-LAB 5769)  | Ländliches Wohnhaus/Bauernhof | KG: Moos Bauparzelle: 68                          |
| ja   | Datei hochladen | Loch mit Kornkasten ID: 16133                                   | 46° 52′ 24″ N, 11° 8′ 56″ O  | 5. Okt. 1981 (BLR-LAB 5769)  | Ländliches Wohnhaus/Bauernhof | KG: Rabenstein Bauparzelle: 10                    |
| ja   | Datei hochladen | Maria-Hilf-Kirche mit Friedhof in Pfelders ID: 16129            | 46° 47′ 43″ N, 11° 5′ 24″ O  | 5. Okt. 1981 (BLR-LAB 5769)  | Kirche                        | KG: Platt Bauparzelle: 208                        |
| ja   | Datei hochladen | Pfarrkirche Mariä Himmelfahrt mit Friedhof in Moos ID: 16115    | 46° 49′ 50″ N, 11° 10′ 0″ O  | 5. Okt. 1981 (BLR-LAB 5769)  | Kirche                        | KG: Moos Bauparzelle: 1                           |
| ja   | Datei hochladen | Pfarrwidum ID: 16127                                            | 46° 49′ 21″ N, 11° 10′ 40″ O | 5. Juni 1989 (BLR-LAB 3409)  | Widum/Kanonikerhaus           | KG: Platt Bauparzelle: 3/1                        |
| BW   | Datei hochladen | Platter ID: 16116                                               | 46° 49′ 58″ N, 11° 9′ 59″ O  | 5. Okt. 1981 (BLR-LAB 5769)  | Ländliches Wohnhaus/Bauernhof | KG: Moos Bauparzelle: 20                          |
| BW   | Datei hochladen | Plobmhaisl ID: 50526                                            | 46° 49′ 42″ N, 11° 9′ 42″ O  | 8. Feb. 2010 (BLR-LAB 195)   | Ländliches Wohnhaus/Bauernhof | KG: Moos Bauparzelle: 121/1                       |
| BW   | Datei hochladen | Santerbadgut mit Mühlengebäude ID: 50519                        | 46° 49′ 31″ N, 11° 10′ 7″ O  | 14. Apr. 2009 (BLR-LAB 1036) | Badehaus                      | KG: Platt Bauparzelle: 20/2, 20/3                 |
| BW   | Datei hochladen | Schmiedhof ID: 50424                                            | 46° 53′ 22″ N, 11° 7′ 53″ O  | 23. Jan. 2006 (BLR-LAB 167)  | Ländliches Wohnhaus/Bauernhof | KG: Rabenstein Bauparzelle: 106/1                 |
| ja   | Datei hochladen | St. Josef in Stuls mit Friedhof ID: 16118                       | 46° 49′ 41″ N, 11° 12′ 3″ O  | 5. Okt. 1981 (BLR-LAB 5769)  | Kirche                        | KG: Moos Bauparzelle: 52                          |
| ja   | Datei hochladen | St. Korbinian in Ulfas ID: 16131                                | 46° 48′ 48″ N, 11° 11′ 15″ O | 5. Okt. 1981 (BLR-LAB 5769)  | Kirche                        | KG: Platt Bauparzelle: 293                        |
| ja   | Datei hochladen | St. Ursula mit Friedhofskapelle und Friedhof in Platt ID: 16126 | 46° 49′ 21″ N, 11° 10′ 42″ O | 5. Okt. 1981 (BLR-LAB 5769)  | Kirche                        | KG: Platt Bauparzelle: 1, 2 Grundparzelle: 18     |
| ja   | Datei hochladen | St.-Josefs-Kapelle in Hütt ID: 16132                            | 46° 48′ 48″ N, 11° 8′ 27″ O  | 5. Okt. 1981 (BLR-LAB 5769)  | Kapelle                       | KG: Platt Bauparzelle: 303                        |

Falls bei einem Baudenkmal keine Koordinaten bekannt sind, werden ersatzweise die Katasterdaten zum Zeitpunkt der Unterschutzstellung angegeben. Diese sind weder offiziell noch zwingend aktuell.
Die vom Landesdenkmalamt übernommenen Adressen können veraltet sein.
| Foto:   | Fotografie des Denkmals. Klicken des Fotos erzeugt eine vergrößerte Ansicht. Daneben finden sich zwei Symbole: |
| ID      | Identifikator beim Südtiroler Landesdenkmalamt                                                                 |
| KG      | Katastralgemeinde                                                                                              |
| MD      | Ministerialdekret                                                                                              |
| BLR-LAB | Beschluss der Landesregierung – Landesausschussbeschluss                                                       |